# Claude Wild
Claude Wild (* 1. März 1964 in Lausanne) ist ein Schweizer Diplomat.

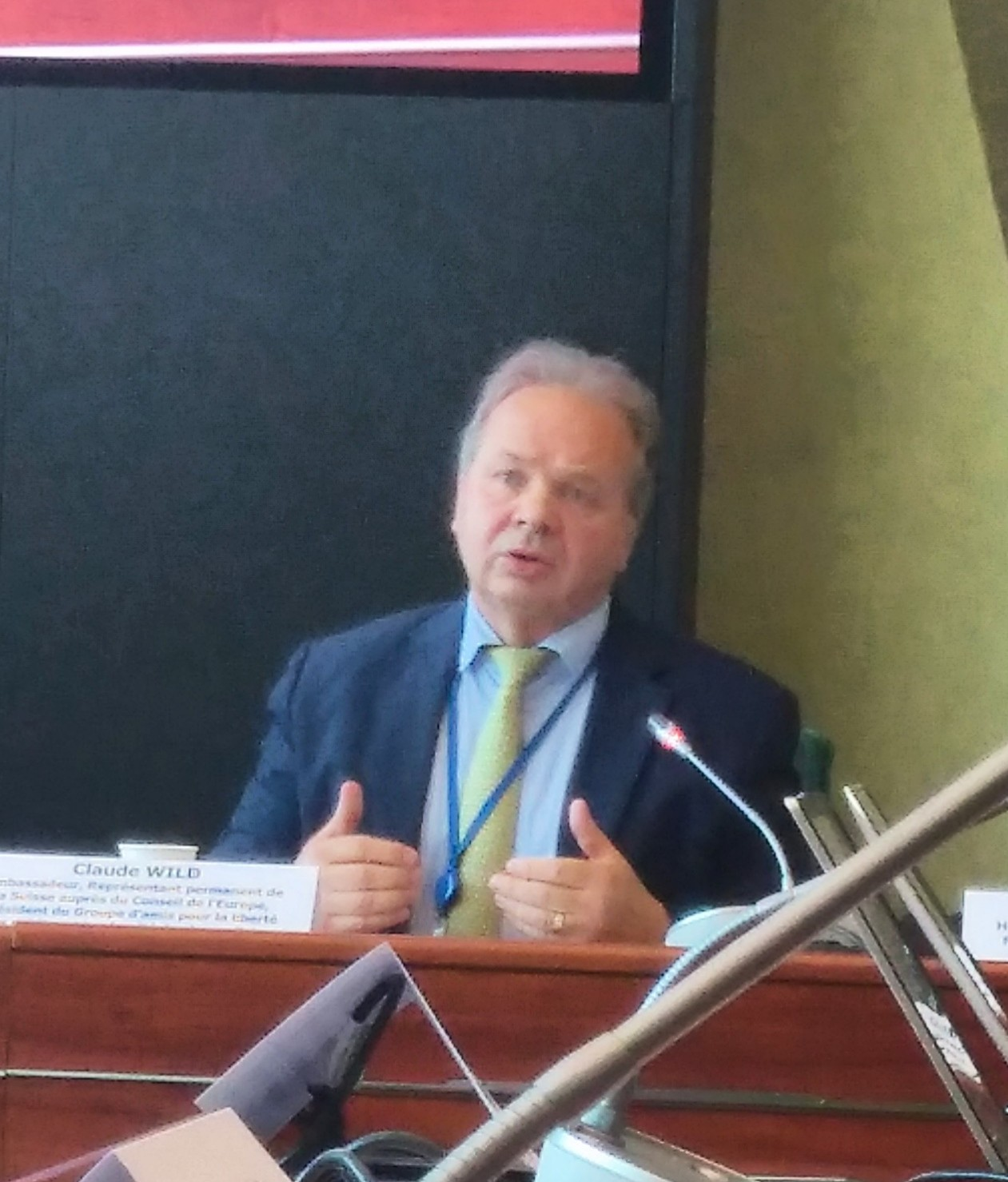
Claude Wild spricht bei einer Konferenz im Europarat in Strassburg (Oktober 2024)

## Leben
Claude Wild studierte am Institut Universitaire de Hautes Etudes Internationales (IUHEI) in Genf Politikwissenschaften und Internationale Beziehungen und schloss ein Nachdiplomstudium in Sicherheitspolitik ab. Von 1989 bis 1992 war er Mitglied des schweizerischen Kontingents der UNO-Friedensoperationen in Namibia und in der Westsahara. Daraufhin trat er dem diplomatischen Dienst der Schweiz bei. Er kam vorerst in der Direktion für Entwicklung und Zusammenarbeit (DEZA), auf der Schweizer Botschaft in Nigeria und im österreichischen Verteidigungsministerium zum Einsatz. Ab 1997 war er erster Sekretär und später Botschaftsrat auf der Schweizer Botschaft in Moskau. Im Jahr 2000 übernahm er die Leitung der Sektion Politik und Institutionen im für Europapolitik zuständigen Integrationsbüro in Bern. Ab 2007 amtete er im Rang eines Ministers als stellvertretender Chef der Mission der Schweiz bei der Europäischen Union in Brüssel. Die Ernennung zum Botschafter und Leiter der Abteilung Menschliche Sicherheit des EDA erfolgte 2010. Ab August 2015 war Botschafter Wild ständiger Vertreter der Schweiz bei der Organisation für Sicherheit und Zusammenarbeit in Europa (OSZE), den Vereinten Nationen und den internationalen Organisationen in Wien. Bekannt wurde Wild als Botschafter in Kiew ab 2019. Mit dem Einfall Russlands in der Ukraine wurde dieser Posten zu einem diplomatischen Brennpunkt. Anfangs März 2022 mussten Wild mit seinen Mitarbeitenden aufgrund der bedrohlichen Sicherheitslage von Spezialkräften der Schweizer Armee aus dem Land eskortiert werden. Er kehrte im Mai 2022 auf seinen Posten in der ukrainischen Hauptstadt zurück. Nach dem Besuch des Schweizer Bundespräsidenten Ignazio Cassis in der Ukraine war Wild für die Umsetzung der geplanten schweizerischen Hilfsmassnahmen verantwortlich. Schwierig war es für Wild, vor Ort die Neutralität der Schweiz zu erklären, was Waffenexporte aus der Schweiz in die Ukraine verunmöglicht. Seine Zeit als Botschafter der Ukraine und Moldau endete Ende März 2023, Nachfolger wurde Félix Baumann. Der Bundesrat ernannte Wild Ende September 2022 zum ständigen Vertreter der Schweiz beim Europarat mit Sitz in Strassburg ab April 2023 in Nachfolge von Christian Meuwly.
Wild ist verheiratet und hat zwei erwachsene Kinder.